# حقل الغوار
حَقلُ الغَوَّار؛ هو حقل نفط سعودي في محافظة الأحساء، بالمنطقة الشرقية، في المملكة العربية السعودية.
يبلغ قياسه 280 في 30 كم (174 في 19 ميلًا)، وهو أكبر حقل نفط تقليدي في العالم ويمثل ما يقرب من ثلث إنتاج النفط التراكمي للمملكة العربية السعودية اعتبارًا من عام 2018.
الغوار مملوك ومدار بالكامل من قبل شركة أرامكو السعودية، شركة النفط السعودية التي تديرها الدولة. في أبريل 2019، نشرت الشركة أرقام أرباحها لأول مرة منذ تأميمها قبل حوالي 40 عامًا في سياق إصدار سندات للأسواق الدولية. كشفت نشرة السندات أن الغوار قادر على ضخ 3.8 مليون برميل في اليوم كحد أقصى - أقل بكثير من أكثر من 5 ملايين برميل.

## التسمية
جاءت تسمية الحقل بالغوّار من الكلمة العربية «غَارَ» التي تعني شديد العمق، أو البعيد في باطن الأرض، وغوّار هو صيغة مبالغة من الفعل غَارَ.

## الموقع
يقع حقل الغوار في المملكة العربيّة السعوديّة، ويقع أغلبه في محافظة الأحساء، والهفوف في الجهة الشرقيّة، وبأجزاء تمتدّ في شرق المنطقةِ الوسطى وفي عين دار، وشدقم، والعثمانية، والحوية، وحرض، في جهتيّ الشمال والجنوب.

## الجيولوجيا
يحتل الغوار خطًا منحنيًا فوق كتلة صدع في الطابق السفلي يرجع تاريخها إلى العصر الكربوني، منذ حوالي 320 مليون سنة؛ النشاط التكتوني الطباشيري، حيث بدأ الهامش الشمالي الشرقي لأفريقيا بالتأثير على جنوب غرب آسيا، وتعزز البنية. صخور المكمّلة عبارة عن أحجار جيرية من العصر الجوراسي العربي - ذات مسامية استثنائية (تصل إلى 35% من الصخور في بعض الأماكن)، والتي يبلغ سمكها حوالي 280 قدمًا وتوجد على عمق 6000-7000 قدم تحت السطح. صخور المصدر هي تكوين حنيفة الجوراسي، وهي عبارة عن رواسب بحرية من الطين والجير مع ما يصل إلى 5% من المواد العضوية، ويقدر أن 1% إلى 7% يعتبر صخرًا جيدًا مصدر النفط. الختم هو حزمة من الصخور المُقَلّة بما في ذلك أنهيدريت غير قابل للانهدام.
اكتشف فريق تابع لشركة أرامكو السعودية تركيبة داخلية جديدة من المسارات في تركيبة الصخور الكربونية، من شأنه زيادة كميات استخلاص النفط الخام في حقل الغوار.

## التاريخ
في أوائل الأربعينات، لاحظ ماكس ستينكي وتوماس بارجروإرني بيرغ منعطفًا في مجرى نهر الجاف وادي الصحباه. وأكدت القياسات أن المنطقة شهدت ارتفاعًا جيولوجيًا، وهو مؤشر على أن خزان النفط قد يكون محاصرًا تحته. عُثر على النفط بالفعل، في ما تبين أنه للمناطق الجنوبية من غوار.
تاريخيًا، قُسّم الغوار إلى خمس مناطق إنتاج، من الشمال إلى الجنوب: عين دار وشدقم والعثمانية والحوية وحرض. تقع واحة الأحساء الرئيسية ومدينة الهفوف على الجناح الشرقي من غوار، المقابلة لمنطقة إنتاج العثمانية. تم اكتشاف الغوار في عام 1948م، وبدأ العمل به في عام 1951. تزعم بعض المصادر أن الغوار بلغ ذروته في عام 2005، على الرغم من أن مشغلي الحقل نفى ذلك.
ذكرت أرامكو السعودية في منتصف عام 2008، أن الغوار أنتج 48% من احتياطياته المؤكدة.

## الإنتاج

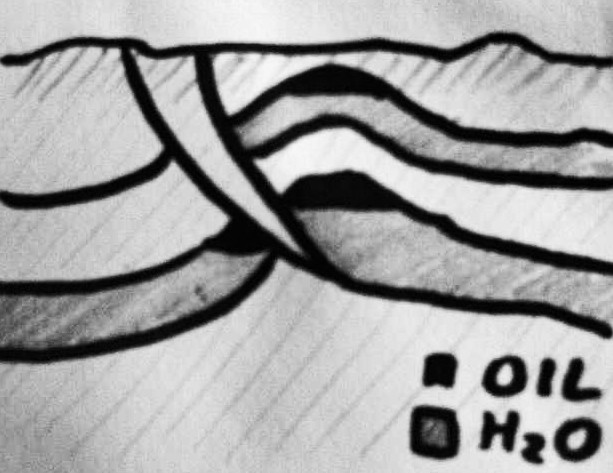
رسم تخطيطي لحقل الغوار

بلغت كميّة إنتاج النفط من حقل الغوّار حوالي 60-65% من إجمالي الإنتاج السعودي للنفط ما بين عامي 1948م وَ2000م، ليكون قد أنتج 60 مليار برميلاً حتى نهاية عام 2005م، والإنتاج التراكمي حتى نهاية عام 2005م كان نحو 60 مليار برميل، وحالياً يُقدر إنتاج الغوار بما يزيد عن 5 ملايين برميل أي حوالي 800,000م3 من النفط يومياً، وهذا يُمثّل 6.25% من الإنتاج العالمي.
تحتفظ شركة أرامكو السعوديّة المالكة لحقل الغوّار، بالكثير من البيانات عنه، ولكنها أعلنت أنه يحتوي على احتياطي يقدّر بـ 71 مليار برميل من ضمن الاحتياطي المثبت، وبحسب التقارير الاقتصاديّة، فقد بلغ حجم إنتاج حقل الغوّار من النفط ذروته في عام 2005، ليبدأ بعدها إنتاجه بالتراجع بنسبة 8% سنويّاً.
اعتبارًا من 31 ديسمبر 2018، أكدت أرامكو السعودية إجمالي 58.32 مليار احتياطي من النفط المكافئ بما في ذلك 48.25 مليار برميل من الاحتياطيات السائلة. بلغ متوسط الإنتاج اليومي 3,800,000 برميل في اليوم.
ينتج الغوار أيضًا ما يقرب من ملياري متر مكعب (57.000.000 متر مكعب) من الغاز الطبيعي يوميًا.
يحفز المشغلون الإنتاج عن طريق الفيضانات، باستخدام مياه البحر بمعدل يقال إنه يبلغ حوالي 7 ملايين غال/يوم. وقال فيضانات المياه قد بدأت في عام 1965. و قطع الماء حوالي 32% في عام 2003، وتراوحت من حوالي 27% إلى 38% في الفترة من 1993 إلى 2003. وبحلول عام 2006، وقطع المياه الشمالية العثمانية ل كان حوالي 46%.

## تقرير عام 2005م

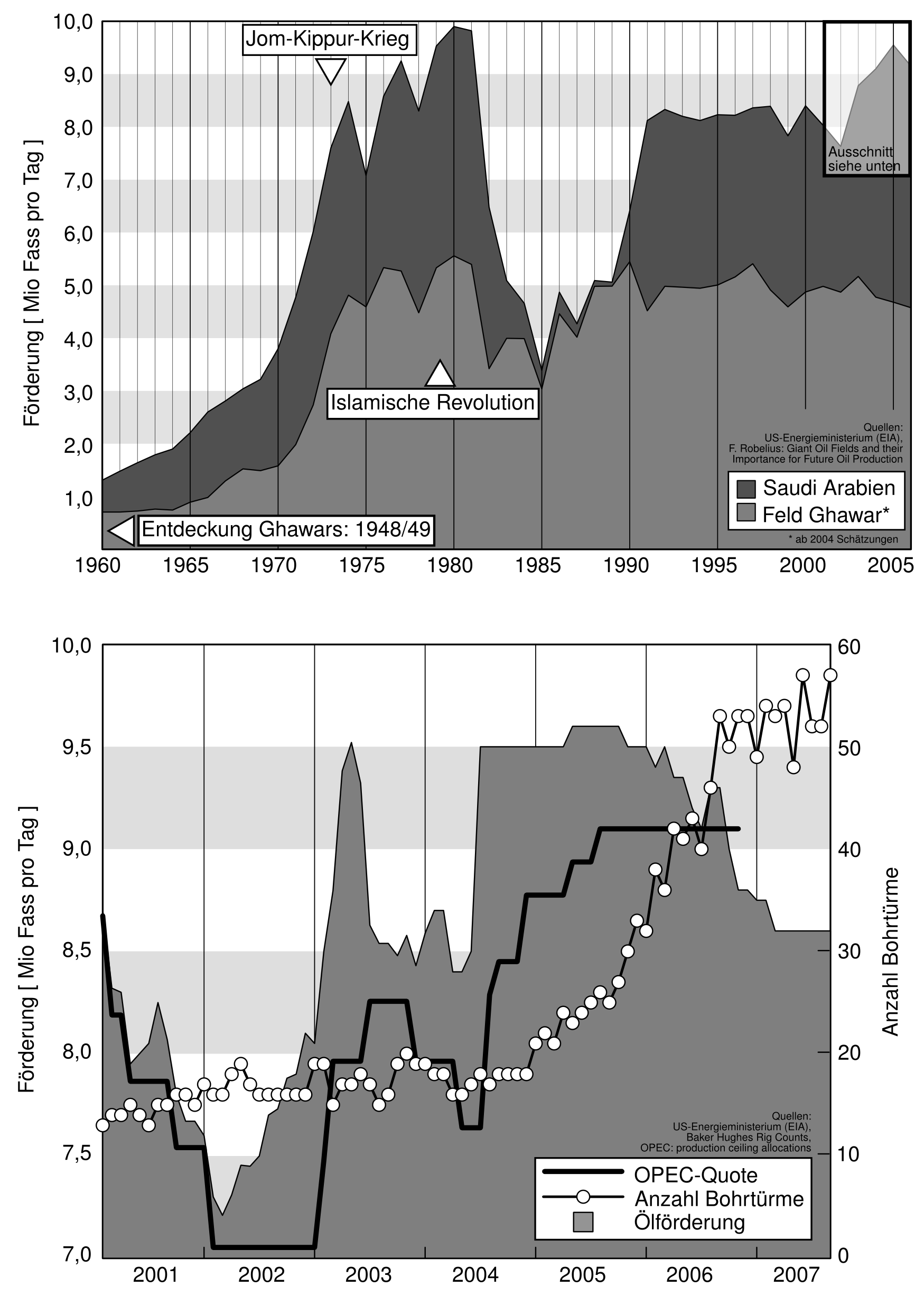
الصورة العليا : إنتاج المملكة العربية السعودية الكلي وإنتاج حقل الغوار.
الصورة السفلى: مقارنة بين كمية استخراج النفط وتزايد عدد الآبار في المملكة العربية السعودية.

ويقدر الاحتياطي فيه من 70 إلى 170 مليار برميل. وتضخ فيه حاليا نحو 8 ملايين برميل ماء لمعادلة الضغط واستمرار القدرة على استخراج البترول. وطبقا لبعض التقديرات التي تمت عام 2005 فيعتقد أن الحقل قد وصل إلى قمة إنتاجيته وأنه في انخفاض الآن.
وفي 9 أغسطس 2006 نشرت صحيفة Energy and Capital مقالا عن شركة أرامكو تقول فيه أن معدل انخفاض الإنتاج في حقل الغوار تبلغ نحو 8% سنويا.

ويقول البروفيسور ميشائيل كلاري Michael T. Klare من جامعة هامبشاير ماساتشوستس في ربيع 2006 عن تقديره عن تقدير وزارة الطاقة بالولايات المتحدة الأمريكية:
" مما يسترعي الانتباه تلك النظرة المختلفة الجديدة لوزارة الطاقة بشأن النظرة العامة للطاقة على مستوى العالم الذي نشر في يوليو 2005. ونتذكر أن ما نشر آنذاك أنه أعاد التقدير الذي نشر قبله بسنة، والتي تقدر زيادة إنتاج المملكة السعودية خلال الربع الأول من القرن 21 من 12 مليون برميل يوميا إلى نحو 23 مليون برميل يوميا. ولكن التقرير الجديد عن نفس الفترة الزمنية تقدر الزيادة فقد ب 1و6 مليون برميل يوميا وهذا يبلغ نحو نصف تقدير الزيادة السابقة المنشورة عام 2004.
اليوم تقدر وزارة الطاقة الزيادة في إنتاجية المملكة العربية السعودية حتى عام 2025 بنحو 3و16 مليون برميل يوميا فقط. ولم يُفسر التقرير هذا الانخفاض. ويبدو أن هذا التراجع في تقدير الوزارة يرجع إلى تأثرها بما يقدمه سيمونس Simmons وآخرين من المتحفظين من تحليلات.
"

## احتياطي
في أبريل 2010، صرح سعد التريكي، نائب الرئيس في أرامكو، في مؤتمر صحفي نُشر في وسائل الإعلام السعودية، أنه تم إنتاج أكثر من 65 مليار برميل (10.3 كيلومتر مكعب ) من الحقل منذ عام 1951. أن إجمالي احتياطيات الحقل تجاوزت في الأصل 100 مليار برميل (16 كم مربع).
ذكرت الوكالة الدولية للطاقة في تقرير توقعاتها الطاقية العالمية لعام 2008 أن إنتاج النفط من الغوار بلغ 66 برميلًا في عام 2007، وأن الاحتياطيات المتبقية هي 74 برميلًا يوميًا.
اقترح ماثيو سيمونز، في كتابه الصادر عام 2005، الشفق في الصحراء، أن الإنتاج من حقل الغوار والمملكة العربية السعودية قد يبلغ ذروته قريبًا.
عند التقييم في السبعينيات، تم تقييم الحقل على أنه يحتوي على 170 مليار برميل (27 كم مريع) من النفط الأصلي (OOIP)، مع حوالي 60 مليار برميل (9.5 كم مربع) قابلة للاستخراج (حسب تقديرات أرامكو لعام 1975 التي أوردها مات سيمونز). أما الرقم الثاني، على الأقل، كان أقل من قيمته، حيث تم تجاوز رقم الإنتاج هذا بالفعل.

## وصلات خارجية
- نظرة نظرية لمستقبل حقل الغوار
- موقع أرامكو السعودية (مصدر معظم المعلومات في هذه المقالة).| - ع - ن - ت حقول نفط في السعودية | - ع - ن - ت حقول نفط في السعودية                                            |
| -------------------------------- | --------------------------------------------------------------------------- |
| المنطقة الشرقية                  | - حقل الغوار - حقل السفانية - حقل الشيبة - حقل بقيق - حقل خريص - حقل القطيف |
| منطقة الجوف                      | - حقل هضبة الحجرة                                                           |
| منطقة الحدود الشمالية            | - حقل أبرق التلول                                                           |